# نادي أركاداغ
نادي أركاداغ هو أحد أندية الدوري التركمانستاني يلعب في دوري تركمانستان يتصدر حاليا الدوري في البلاد. تأسس النادي سنة 2023 في مدينة أركاداغ.توج النادي بلقب دوري التحدي الاسيوي 2025 الأول مرة في تاريخا

## تاريخ النادي
تأسس النادي عام 2023.